# UFC Heavyweight Championship
Lo UFC Heavyweight Championship è il titolo massimo della Ultimate Fighting Championship (UFC) e, come indica lo stesso nome, il titolo è riservato alla categoria dei pesi massimi (da 94 a 120 kg).

## Titolo dei pesi massimi (da 94 kg a 120 kg)
| Nome | Data                          | Luogo                      | Difese |
| --- | ----------------------------- | -------------------------- | --- |
| Mark Coleman batté Dan Severn                                                                           | 7 febbraio 1997 (UFC 12)      | Dothan, Stati Uniti        | |
| Maurice Smith                                                                                           | 27 luglio 1997 (UFC 14)       | Birmingham, Stati Uniti    | - batté Tank Abbott ad UFC 15 il 17 ottobre 1997 |
| Randy Couture                                                                                           | 21 dicembre 1997 (UFC Japan)  | Yokohama, Giappone         | |
| Couture fu privato del titolo nel gennaio 1998 a causa di una disputa contrattuale.                     |                               |                            | |
| Bas Rutten batté Kevin Randleman                                                                        | 7 maggio 1999 (UFC 20)        | Birmingham, Stati Uniti    | |
| Il titolo fu reso vacante nel giugno 1999 quando Rutten si ritirò a causa di infortuni.                 |                               |                            | |
| Kevin Randleman batté Pete Williams                                                                     | 19 novembre 1999 (UFC 23)     | Tokyo, Giappone            | - batté Pedro Rizzo ad UFC 26 il 9 giugno 2000 |
| Randy Couture (2)                                                                                       | 17 novembre 2000 (UFC 28)     | Atlantic City, Stati Uniti | - batté Pedro Rizzo ad UFC 31 il 4 maggio 2001 - batté Pedro Rizzo ad UFC 34 il 2 novembre 2001                                                                       |
| Josh Barnett                                                                                            | 22 marzo 2002 (UFC 36)        | Las Vegas, Stati Uniti     | |
| Barnett fu privato del titolo nel marzo 2002 dopo essere risultato positivo ad un test anti-doping.     |                               |                            | |
| Ricco Rodriguez batté Randy Couture                                                                     | 27 settembre 2002 (UFC 39)    | Uncasville, Stati Uniti    | |
| Tim Sylvia                                                                                              | 28 febbraio 2003 (UFC 41)     | Atlantic City, Stati Uniti | - batté Gan McGee ad UFC 44 il 26 settembre 2003 |
| Sylvia rinunciò al suo titolo nel settembre 2003 dopo essere risultato positivo ad un test anti-doping. |                               |                            | |
| Frank Mir batté Tim Sylvia                                                                              | 19 giugno 2004 (UFC 48)       | Las Vegas, Stati Uniti     | |
| Andrei Arlovski batté Tim Sylvia per il titolo ad interim                                               | 5 febbraio 2005 (UFC 51)      | Las Vegas, Stati Uniti     | - batté Justin Eilers ad UFC 53 il 4 giugno 2005 |
| Mir fu privato del suo titolo nell'agosto 2005 dopo essersi infortunato in un incidente motociclistico. |                               |                            | |
| Andrei Arlovski promosso a campione indiscusso                                                          | 12 agosto 2005                |                            | - batté Paul Buentello ad UFC 55 il 7 ottobre 2005 |
| Tim Sylvia (2)                                                                                          | 15 aprile 2006 (UFC 59)       | Anaheim, Stati Uniti       | - batté Andrei Arlovski ad UFC 61 l'8 luglio 2006 - batté Jeff Monson ad UFC 65 il 18 novembre 2006                                                                   |
| Randy Couture (3)                                                                                       | 3 marzo 2007 (UFC 68)         | Columbus, Stati Uniti      | - batté Gabriel Gonzaga ad UFC 74 il 25 agosto 2007 |
| Antônio Rodrigo Nogueira batté Tim Sylvia per il titolo ad interim                                      | 2 febbraio 2008 (UFC 81)      | Las Vegas, Stati Uniti     | |
| Brock Lesnar batté Randy Couture                                                                        | 15 novembre 2008 (UFC 91)     | Las Vegas, Stati Uniti     | - batté Frank Mir ad UFC 100 l'11 luglio 2009 - batté Shane Carwin ad UFC 116 il 3 luglio 2010                                                                        |
| Frank Mir batté Antônio Rodrigo Nogueira per il titolo ad interim                                       | 27 dicembre 2008 (UFC 92)     | Las Vegas, Stati Uniti     | |
| Shane Carwin batté Frank Mir per il titolo ad interim                                                   | 27 marzo 2010 (UFC 111)       | Newark, Stati Uniti        | |
| Cain Velasquez                                                                                          | 23 ottobre 2010 (UFC 121)     | Anaheim, Stati Uniti       | |
| Junior dos Santos                                                                                       | 12 novembre 2011 (UFC on FOX) | Anaheim, Stati Uniti       | - batté Frank Mir ad UFC 146 il 26 maggio 2012 |
| Cain Velasquez (2)                                                                                      | 29 dicembre 2012 (UFC 155)    | Las Vegas, Stati Uniti     | - batté Antônio Silva ad UFC 160 il 25 maggio 2013 - batté Junior dos Santos ad UFC 166 il 19 ottobre 2013                                                            |
| Fabrício Werdum batté Mark Hunt per il titolo ad interim                                                | 15 novembre 2014 (UFC 180)    | Città del Messico, Messico | |
| Fabrício Werdum                                                                                         | 13 giugno 2015 (UFC 188)      | Città del Messico, Messico | |
| Stipe Miocic                                                                                            | 14 maggio 2016 (UFC 198)      | Curitiba, Brasile          | - batté Alistair Overeem ad UFC 203 il 10 settembre 2016 - batté Junior dos Santos ad UFC 211 il 13 maggio 2017 - batté Francis Ngannou ad UFC 220 il 20 gennaio 2018 |
| Daniel Cormier                                                                                          | 7 luglio 2018 (UFC 226)       | Las Vegas, Stati Uniti     | - batté Derrick Lewis ad UFC 230 il 3 novembre 2018 |
| Stipe Miocic (2)                                                                                        | 17 agosto 2019 (UFC 241)      | Anaheim, Stati Uniti       | - batté Daniel Cormier ad UFC 252 il 15 agosto 2020 |
| Francis Ngannou                                                                                         | 27 marzo 2021 (UFC 260)       | Las Vegas, Stati Uniti     | - batté il campione ad interim Ciryl Gane ad UFC 270 il 22 gennaio 2022                                                                                               |
| Ciryl Gane batté Derrick Lewis per il titolo ad interim                                                 | 7 agosto 2021 (UFC 265)       | Houston, Stati Uniti       | |
| Ngannou fu privato del titolo il 14 gennaio 2023, dopo aver lasciato la UFC per dispute contrattuali.   |                               |                            | |
| Jon Jones batté Ciryl Gane                                                                              | 4 marzo 2023 (UFC 285)        | Las Vegas, Stati Uniti     | - batté Stipe Miocic ad UFC 309 il 16 novembre 2024 |
| Tom Aspinall batté Sergej Pavlovič per il titolo ad interim                                             | 11 novembre 2023 (UFC 295)    | New York City, Stati Uniti | - batté Curtis Blaydes ad UFC 304 il 27 luglio 2024 |
| Jones annuncia il suo ritiro il 21 giugno 2025.                                                         |                               |                            | |
| Tom Aspinall promosso a campione indiscusso                                                             | 21 giugno 2025                |                            | |